# Бандук
Бандук (чечен. БӀен-дукъ; от чеч. бIо — «войско» + дукъ — «хребет») — горная вершина в Шатойском районе Чеченской Республики.
Высота над уровнем моря составляет 1359,4 метров. Ближайшие населённые пункты: Зоны, Ярыш-Марды, Дачу-Борзой, Улус-Керт, Шатой. По самому гребню хребта Шен-дукъ из Дачу-Борзоя до села Шатой проходила тропинка, которая соединяла три сторожевых поселения: Чолхан-чу Верхний, Чолхан-чу Нижний и ЦӀом.

## Этимология
Название происходит от чеч. слов бIо — «войско», бIен — войска (в родительном падеже) и дукъ — «хребет», т.е. хребет войска. По мнению чеченского исследователя-краеведа, педагога и народного поэта А. С. Сулейманова, название горы Бандук чечен. БӀен-дукъ с чеченского переводится как «Войск хребет» — хребет тянется по правому берегу реки Чанты-Аргун, с юга на север, по западному склону, по-над крутым берегом Аргуна, проходит дорога Шатой — Грозный.